# 夜

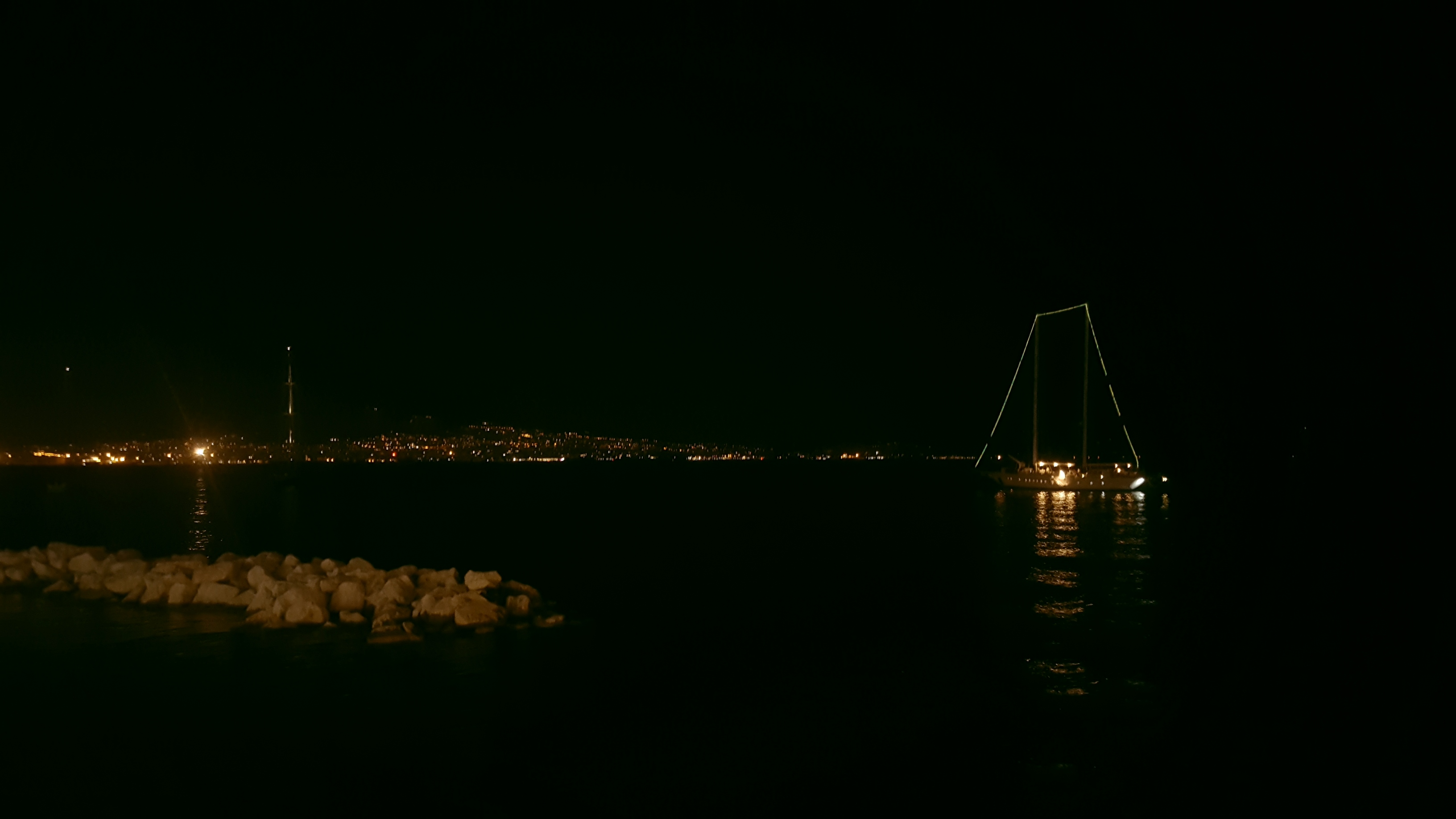
纵观那不勒斯海湾的夜景

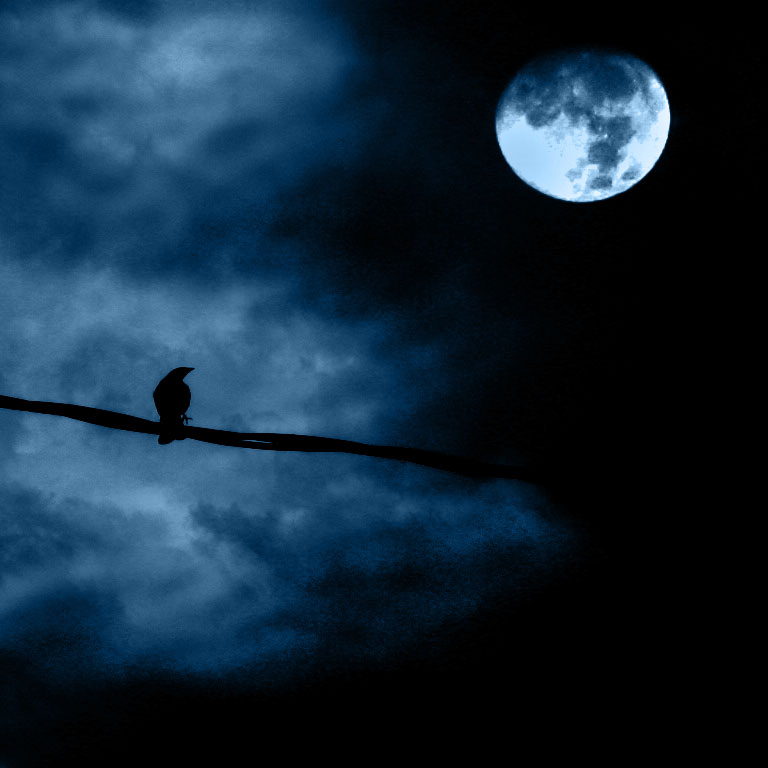
月光下的夜景

夜，也稱作夜晚，是指太陽低於地平線至午夜12時的期間，此段时间内人的肉眼无法观测到太阳，由于处于阳光直射面的后半部分，阳光无法照射到，所以光线较暗。在不同高度、時區、季節及緯度有不同的長度。一般在夏天的时候，夜晚比冬天更短。纬度越低的地区，夏天与冬天夜晚时间差距越小。赤道上的昼夜时长固定在12小时，南北两极有极夜的现象。
人們通常在晚上進食晚餐，而且在傳統上通常較早午兩餐豐富，這是因為勞動了一整天，要補充體力。但是也有些人認為晚餐應該比早午兩餐吃得較少，以免因食物未及悉數消化就入睡而導致的妨礙消化。
在古代沒有充足的戶外照明系統的情況下，人們在晚上通常並不外出，而在家裡休息，亦即是“日出而作，日入而息”。但是現在則大為不同，電力照明技術的普遍，再加上夜晚时一般并不忙碌，使人們通常會在晚上進行交際活動，產生了夜生活的另一種活動型態。
晚上在中國大約相當於十二時辰制裡的五更，一更為戌時（19:00-21:00）、二更為亥時（21:00-23:00）、三更為子時（23:00-01:00）、四更為丑時（01:00-03:00）、五更為寅時（03:00-05:00）。